# Comuna Oleksandrivka, Șîroke
Oleksandrivka (în ucraineană Олександрівка) este o comună în raionul Șîroke, regiunea Dnipropetrovsk, Ucraina, formată din satele Nove Jîttea și Oleksandrivka (reședința).

## Demografie
Componența lingvistică a satului Oleksandrivka
     Ucraineană (92,98%)
     Rusă (5,96%)
     Alte limbi (1%)
Conform recensământului din 2001, majoritatea populației satului Oleksandrivka era vorbitoare de ucraineană (92,98%), existând în minoritate și vorbitori de rusă (5,96%).